# Antirhea rhamnoides
Antirhea rhamnoides är en måreväxtart som först beskrevs av Henri Ernest Baillon, och fick sitt nu gällande namn av Shu Miaw Chaw. Antirhea rhamnoides ingår i släktet Antirhea och familjen måreväxter.
Artens utbredningsområde är Nya Kaledonien. Inga underarter finns listade i Catalogue of Life.